# Джордан, Дюк
Ирвинг Сидни «Дюк» Джордан (1 апреля 1922 — 8 августа 2006), американский джазовый пианист, автор популярной темы Jordu (иногда пишется Jor-du).

## Биография
Родился и вырос в Бруклине, с детства занимался игрой на пианино. В 1947—1948 годах был постоянным участником так называемого «классического квинтета» Чарли Паркера, был участником записей группы на лейбле Dial Records. С середины 1950-х годов начал сольную карьеру, хотя в середине 1960-х годов подрабатывал водителем такси. С 1953 по 1962 год был женат на джазовой певице Шейле Джордан. Свою наиболее известную композицию, Jordu, написал в 1953 году. Был известен как аккомпаниатор Стэна Гетца и Сонни Ститта. С 1978 года и до конца жизни жил в Копенгагене.